# هنري غريس
هنري غريس (بالإنجليزية: Henry Grace)‏ (31 يناير 1833 - 13 نوفمبر 1895) هو لاعب كريكت بريطاني (وحمل سابقاً جنسية المملكة المتحدة لبريطانيا العظمى وأيرلندا).